# Pikkelyke
A pikkelyke a rovarok osztályába, a sertefarkúak rendjébe sorolt pikkelykefélék (Lepismatidae) családjának névadó neme.
Egy nagyobb és két kisebb végsertével díszített potrohán nincsenek függelékek.
Legismertebb magyarországi képviselője az ember közelében élő, gyakori ezüstös pikkelyke (Lepisma saccharina).